# Khuzdar
Khuzdar (brahui/beludżi: خوزدار‬, urdu: خضدار) – miasto w Pakistanie, w prowincji Beludżystan. Według danych szacunkowych na rok 2012 liczy 138 718 mieszkańców Ośrodek przemysłowy.